# Catharine MacKinnon
Pour les articles homonymes, voir McKinnon.
Catharine Alice MacKinnon, née le 7 octobre 1946 à Minneapolis (Minnesota) est une avocate, écrivaine, juriste et féministe radicale américaine. Elle enseigne le droit. Elle est à l'origine de la définition du harcèlement sexuel dans la loi aux États-Unis. Elle joue un rôle majeur dans la reconnaissance en droit international du viol comme crime de guerre.

## Biographie
Catharine Alice MacKinnon naît à Minneapolis dans l'État du Minnesota, le 7 octobre 1946. Elle est la fille aînée d'Elizabeth Valentine Davis et de George MacKinnon. Elle a deux frères cadets. Son père est avocat, représentant au Congrès (de 1947 à 1949) et juge à la Cour d'appel des États-Unis pour le circuit du district de Columbia (de 1969 à 1995).
Elle est la troisième génération de sa famille à fréquenter l'alma mater de sa mère, le Smith College, et obtient son diplôme. Elle a obtenu son J.D. en 1977 et un doctorat en sciences politiques, en 1987 à l'université Yale; elle reçoit également une bourse de la Fondation nationale pour la science.

## Carrière et engagement
Engagée dans la mouvance du féminisme radical, elle publie en 1979 un rapport sur le harcèlement sexuel, Sexual Harassment of Working Women : A Case of Sex Discrimination. Elle se fonde alors sur les discriminations sexuelles reconnues depuis la loi de 1964. Sa définition du harcèlement sexuel est à l'origine de la législation sur ce sujet aux États-Unis, reconnue par la Cour suprême en 1986,. La notion de harcèlement sexuel entre dans la loi en France en 1992.
À partir de 1983, Catharine MacKinnon, après la publication d'un article controversé intitulé « Not a Moral Issue », s'oppose à la pornographie par une proposition de loi en travaillant avec Andrea Dworkin. Toutes deux rédigent une Antipornography Civil Rights Ordinance qui vise à interdire la pornographie en tant que violation des droits des femmes, l'assimilant à une forme de hate speech (« discours d'incitation à la haine »). Rejeté aux États-Unis, ce texte sert de référence à la décision de la Cour suprême du Canada en 1992, concernant la censure de la pornographie. Catharine MacKinnon publie alors avec Andrea Dworkin In Harm’s Way: The Pornography Civil Rights Hearings, en 1997.
D'autres féministes et des chercheuses queer critiquent les théories de Catharine MacKinnon et Andrea Dworkin, montrant que la répression finit par atteindre les minorités (comme le S/M lesbien). S'inscrivant dans la lignée du juriste Ronald Dworkin, Judith Butler, qui défend la liberté d'expression dans Excitable Speech (1997 - trad. 2004, Le Pouvoir des mots), ou Donna Haraway, par exemple, ont critiqué les positions de MacKinnon.
En 1987, Catharine MacKinnon publie Feminism Unmodified: Discourses on Life and Law (traduit en français sous le titre Le Féminisme irréductible aux éditions des femmes-Antoinette Fouque), et soutient une thèse de sciences politiques à l'université Yale, Toward a Feminist Theory of the State (1989). Avec Ce ne sont que des mots en 1993, elle revient sur les blessures que représentent les insultes et le langage sexiste.
Depuis 2004, elle enseigne le droit à l'université du Michigan et est professeur invitée à l'université de Chicago.
En 2023, elle publie Le viol redéfini. Elle critique la notion de consentement, introduit dans la loi en Grande-Bretagne et aux États-Unis. En France, la loi retient la violence, la contrainte, la menace et la surprise. Ces quatre notions sont concrètes tandis que le consentement ou l'absence de consentement est difficile à prouver. Catharine MacKinnon propose d'intégrer dans la loi, la notion d'inégalité en prenant en compte les différentes discriminations.

## Sexe et genre
Catharine MacKinnon propose une critique radicale de la domination masculine et de l'organisation patriarcale. Elle refuse la distinction entre le sexe biologique et le genre défini comme la construction des identités des individus. Pour elle, le biologique et le social sont indissociables et sont des constructions.
Elle remet en cause l'idée que la sexualité est naturelle et qu'il faudrait s'y adonner le plus possible. Pour démontrer cette idée forte, elle s'appuie sur des données qui indiquent que dans la pornographie ce sont les rapports inégaux et la violence exercée sur les femmes qui excitent sexuellement les hommes. Les femmes sont alors perçues comme des objets pour la satisfaction des hommes.
Pour elle, la domination masculine est d'abord sexuelle. Cette domination s'inscrit ensuite dans le social qui, à son tour, valorise la sexualité et renforce la hiérarchie entre les femmes et les hommes. Socialement, les hommes sont les personnes qui dominent sexuellement les femmes.

## Publications

### Essais en langue originale
- (en) Catharine MacKinnon, Sexual Harassment of Working Women a Case of Sex Discrimination, Yale University Press, 1979, 328 p. (ISBN 978-0300022995)
- (en) Catharine MacKinnon, Feminism Unmodified: Discourses on Life and Law, Harvard University Press, 1988, 352 p. (ISBN 978-0674298743)

- (en) Catharine MacKinnon et Andrea Dworkin, Pornography and Civil Rights: A New Day for Women's Equality, Organizing Against Pornography, 1988, 148 p. (ISBN 978-0962184901)
- (en) Catharine MacKinnon, Toward a Feminist Theory of the State, Harvard University Press, 1989, 350 p. (ISBN 978-0674896468)
- (en) Catharine MacKinnon, Only Words, Harvard University Press, 1993, 160 p. (ISBN 978-0674639348)

- (en) Catharine MacKinnon et Andrea Dworkin, In Harm's Way: The Pornography Civil Rights Hearings, Harvard University Press, 1997, 508 p. (ISBN 978-0674445796)
- (en) Catharine MacKinnon, Sex Equality, University Casebook Series, 2001, 1651 p. (ISBN 978-1566624794)
- (en) Catharine MacKinnon et Reva Siegel, Directions in Sexual Harassment Law, Yale University Press, 2004, 752 p. (ISBN 978-0300098006)
- (en) Catharine MacKinnon, Women's Lives, Men's Laws, Belknap Press, 2005, 558 p. (ISBN 978-0674024069)
- (en) Catharine MacKinnon, Are Women Human?: And Other International Dialogues, Harvard University Press, 2006, 432 p. (ISBN 978-0674021877)
- (en) Catharine MacKinnon, Butterfly Politics: Changing the World for Women, With a New Preface, Belknap Press, 2017, 504 p. (ISBN 978-0674416604)

### Essais en langue française
- Catharine MacKinnon (trad. Catherine Albertini, Michèle Idels, Jacqueline Lahana, Martine Laroche, Thérèse Réveillé et Martine Swyer, préf. Noëlle Lenoir), Le Féminisme irréductible : Discours sur la vie et la loi, Paris, des femmes-Antoinette Fouque, 2004, brochée éd., 352 p. (ISBN 978-2721004864)
  - Catharine A. MacKinnon, Le Féminisme irréductible : Discours sur la vie et la loi, Paris, des femmes-Antoinette Fouque, coll. « Grands classiques du féminisme américain », 2020, poche éd. (1re éd. 2004), 576 p. (ISBN 9782721004864 et 9782721007124)
- Catharine A. MacKinnon (trad. Isabelle Croix et Jacqueline Lahana), Ce ne sont que des mots, Paris, des femmes-Antoinette Fouque, 2007, brochée éd., 174 p. (ISBN 9782721005410)
- Catharine MacKinnon, Traite, prostitution, inégalité, M Éditeur, 2014, 125 p. (ISBN 978-2923986951)
- Catharine MacKinnon, Le Viol redéfini. Vers l'égalité, contre le consentement, Paris, Flammarion, coll. « Climats », 2023, 224 p. (ISBN 978-2-08-043517-0)